# Stazione di Affi
La stazione di Affi era una stazione della linea ferroviaria Verona-Caprino da cui si distaccava il tronco per Garda.
Serviva il paese di Affi e era lo scalo intermedio della Verona-Caprino più importante proprio perché da qui si distaccava la Affi-Garda e tra qui e il bivio c'era l'unico tratto di linea a doppio binario.

## Storia
La stazione di Affi già dall'apertura della Verona-Caprino, nel 1889 ebbe un ruolo fondamentale per il ricarico del carbone o del legno in direzione Caprino dopo la difficile Val del Tasso. Arricchita poi nel 1904 dall'entrata in servizio del 'ramo' per Garda dopo la Seconda Guerra Mondiale quando entrò in crisi la linea fu importante per le riparazioni dei ponti bombardati nella Val del Tasso.
Tra gli anni '40 e '50 all'interno della stazione venne creato un bar, gestito dal Cavaliere della repubblica Silvino Ragno, vicesindaco del paese negli anni '50.
Silvino Ragno, inoltre, dedicò una poesia alla stazione, pubblicata postuma su un libro storico creato dal Comune di Affi dedicato alla struttura.
Il 1º luglio 1956 venne chiusa la tratta Affi-Garda e a dicembre dello stesso anno la stazione venne soppressa con la chiusura del tratto Caprino-Domegliara in seguito al fallimento della società che eserciva il servizio la SAER.
La stazione viene usata come biblioteca.